# Chillicothe (Missouri)
Chillicothe város az USA Missouri államában, Livingston megyében, melynek megyeszékhelye is. Lakosainak száma 9107 fő (2020. április 1.).

## Népesség
A település népességének változása:
| Lakosok száma | 994  | 9515 | 9107 |
|               | 1860 | 2010 | 2020 |